# Beulshausen
Beulshausen ist eine Ortschaft der Stadt Einbeck im südniedersächsischen Landkreis Northeim.

## Geografie
Beulshausen befindet sich im nördlichen Teil der Stadt Einbeck zwischen der Landesstraße 487 und der Bundesstraße 64 sowie an der Hannöverschen Südbahn.

## Geschichte
Der Ort wurde als Boseleshusen 1188 erstmals urkundlich erwähnt, als die Gandersheimer Äbtissin Adelheid die Einschränkung der Rechte des Vogtes, die zuvor Graf Siegfried von Northeim besessen hatte, gegen Überlassung von Grund und Boden dokumentierte. 1247 kam der als Erbe der Northeimer Grafen von den Welfen beanspruchte Ort im Tausch mit Elbingerode an das Stift.
Im Zuge der Gebietsreform in Niedersachsen, die am 1. März 1974 stattfand, wurde die zuvor selbständige Gemeinde Beulshausen in die Gemeinde Kreiensen eingegliedert. Als Teil dieser Gemeinde wurde Beulshausen am 1. Januar 2013 eine Ortschaft der neugebildeten Stadt Einbeck.

## Politik
Aufgrund seiner geringen Einwohnerzahl wird Beulshausen nicht von einem Ortsrat, sondern von einem Ortsvorsteher vertreten. Aktuell ist Reinhold Rieger in dieser Funktion.

## Kultur und Sehenswürdigkeiten
Sehenswert ist die Kapelle „Zum Guten Hirten“ im Dorf.